# Parafia św. Wawrzyńca w Czerninie
Parafia Świętego Wawrzyńca w Czerninie – parafia rzymskokatolicka w dekanacie Góra wschód w archidiecezji wrocławskiej. Obsługiwana przez kapłana archidiecezjalnego. Erygowana w 1305 roku.

## Kościoły i kaplice
- Czernina - kościół parafialny pw. Św. Wawrzyńca z XV w.
- Zaborowice - kościół filialny pw. Najświętszej Maryi Panny Królowej Polski
- Czernina - Kaplica cmentarna pw. Bł. Czesława[1]

## Wspólnoty i Ruchy
Żywy Różaniec, Siostry Miłosierdzia Bożego, Lektorzy, Ministranci.